# Medicina u 2019.
◄◄ | ◄ | 2016. | 2017. | 2018. | 2019.  | 2020. | 2021. | 2022. | ► | ►►
Arhitektura • Astronautika • Astronomija • Biologija • Film • Fotografija • Glazba • Kazalište • Kemija • Kiparstvo • Knjige • Književnost • Kršćanstvo • Meteorologija • Medicina • Planinarstvo • Politika • Pravo • Promet • Slikarstvo • Strip • Šport • Televizija • Znanost • Zrakoplovstvo • Željeznički promet
Medicina u 2019.

## Svijet

### Nagrade i priznanja
- Nobelova nagrada za fiziologiju ili medicinu:

## Hrvatska i u Hrvata

### Događaji
- 23. svibnja: U Nacionalnom centru za robotsku kirurgiju Kliničkog bolničkog centra Zagreb predstavljen je najnoviji robotski sustav, prvi u nizu planiranih.[1]

### Smrti
- 23. srpnja: Marko Šarić, akademik HAZU, specijalist medicine rada (* 1924.)

## Vanjske poveznice
|  | Zajednički poslužitelj ima još gradiva o temi Medicina u 2019. |